# Joseph A. Wolf
Pour les articles homonymes, voir Wolf.
Joseph Albert Wolf, né le 18 octobre 1936 à Chicago et mort le 14 août 2023, est un mathématicien américain. Il termine sa carrière comme professeur émérite à l'université de Californie à Berkeley.

## Biographie
Wolf fait ses études à l'université de Chicago : il obtient un baccalauréat en 1956, une maîtrise en 1957 et soutient un doctorat sous la direction de Shiing-Shen Chern en 1959 (On the manifolds covered by a given compact, connected Riemannian homogeneous manifold). De 1960 à 1962, il est à l'Institute for Advanced Study de Princeton en tant que chercheur post-doctoral ; il y retourne de 1965 à 1966). En 1962, il est professeur assistant puis, de 1966 à sa retraite, il est professeur à Berkeley.
Wolf est spécialiste des applications de la théorie des groupes à la géométrie différentielle et aux variétés complexes, ainsi que des applications de l'analyse harmonique à la théorie des particules élémentaires et à la théorie du contrôle. En 1994, il reçoit le prix de recherche Humboldt et en 1977 la médaille de l'université de Liège. En 1989, il est professeur honoraire à l'université nationale de Córdoba en Argentine. De 1972 à 1973 et de 1983 à 1984, il est professeur de recherche Miller à Berkeley.
Il est membre de l'American Mathematical Society et membre de la Société mathématique suisse. De 1965 à 1967, il est boursier Sloan. Il occupe une chaire de recherche Miller à deux reprises, au cours des années universitaires 1972-1973 et 1983-1984.

## Publications
- Spaces of constant curvature, AMS Chelsea Publ., 2011 (1re éd. 1967, McGraw Hill) (ISBN 978-0-8218-5282-8)
- Harmonic analysis on commutative spaces, American Mathematical Society, coll. « Mathematical Surveys and Monographs » (no 142), 2007, 387 p. (ISBN 9780821875230 et 082187523X)[4]
- « Spherical functions on Euclidean space », Journal of Functional Analysis, vol. 239,‎ 2006, p. 127-136 (arXiv math/0509459)
- avec Gregor Fels et Alan Huckleberry, Cycle spaces of flag domains : a complex geometric viewpoint, Birkhäuser, coll. « Progress in Mathematics » (no 245), 2006, xx + 339 p. (ISBN 978-0-8176-4391-1)
- Classification and Fourier inversion for parabolic subgroups with square integrable nilradical, American Mathematical Society, coll. « Memoirs of the AMS » (no 225), 1979, 166 p. (ISBN 978-1-4704-0629-5)
- Unitary representations of maximal parabolic subgroups of the classical groups, American Mathematical Society, coll. « Memoirs of the AMS » (no 180), 1976, 193 p. (ISBN 978-1-4704-0827-5)
- Representations on partially holomorphic cohomology spaces, American Mathematical Society, coll. « Memoirs of the AMS » (no 138), 1974, 152 p. (ISBN 978-0-8218-9937-3)
- (éditeur) Harmonic analysis and representations of semisimple Lie groups : NATO Advanced Study Institute, Lüttich 1977, Reidel, 1980
- « Principal series representations of direct limit groups », Compositio Mathematica, vol. 141,‎ 2005, p. 1504-1530 (arXiv math/0402283)
- « Complex forms of quaternionic symmetric spaces », dans Complex, contact and symmetric manifolds, Birkhäuser, coll. « Progress in Mathematics » (no 234), 2005 (arXiv math/0308283), p. 265-277
- « Locally symmetric homogeneous spaces », Commentarii Mathematici Helvetici, vol. 37,‎ 1962, p. 65-101 (DOI 10.1007/BF02566963)
- « Self adjoint function spaces on Riemannian symmetric manifolds », Transactions of the American Mathematical Society, vol. 113,‎ 1964, p. 299-315 (DOI 10.1090/S0002-9947-1964-0170982-7)